# Tanja Ostojić

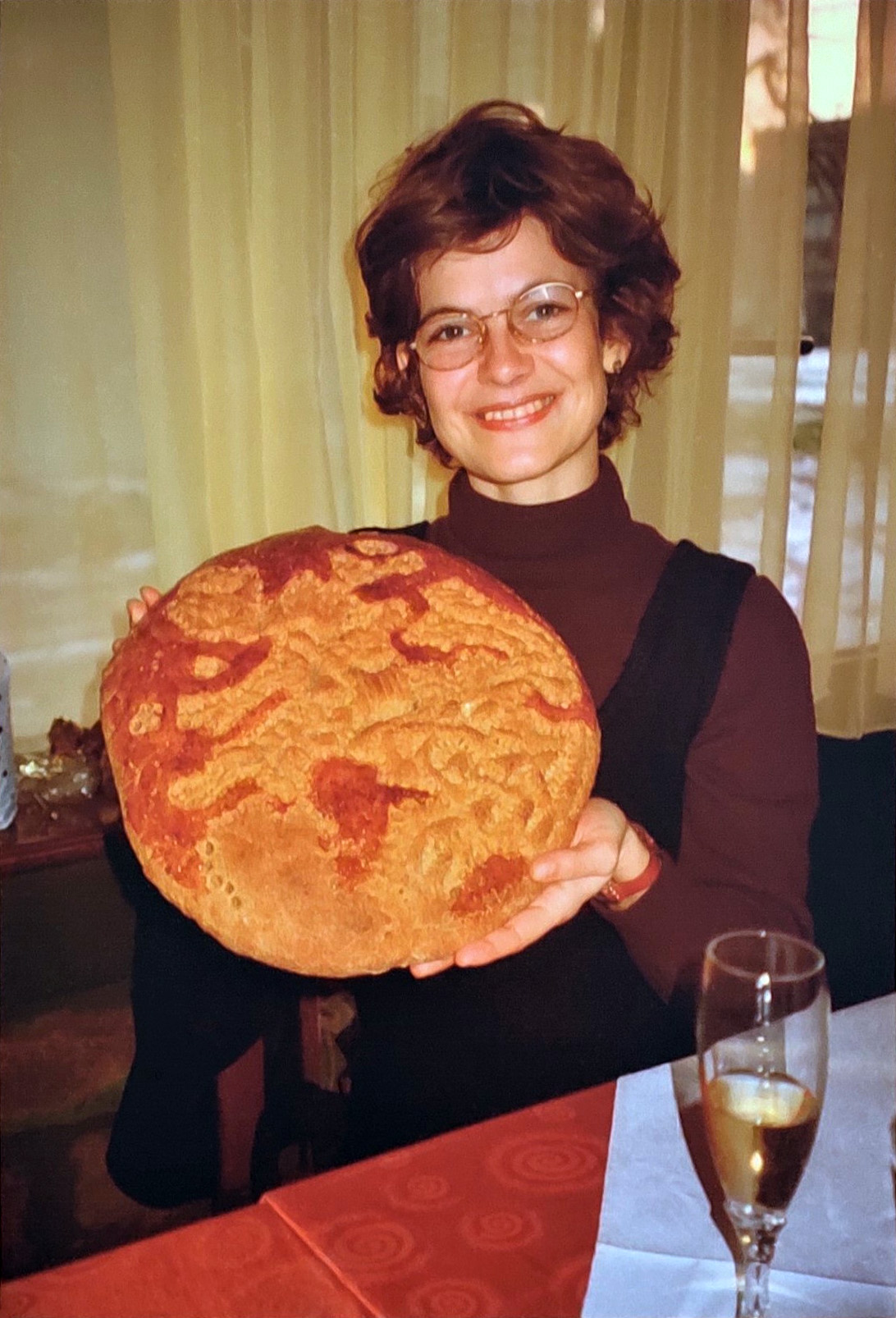
Tanja Ostojić mit einer Pogača als Teil einer Ausstellung im Museum Jugoslawiens

Tanja Ostojić (* 19. August 1972 in Titovo Užice, Jugoslawien) ist eine serbische feministische Künstlerin, die sich vor allem durch Performances einen Namen gemacht hat. Sie wohnt in Belgrad und Berlin.

## After Courbet
Tanja Ostojić wurde Ende Dezember 2005 europaweit durch die EU-Unterhose bekannt. After Courbet ist eine Persiflage auf Gustave Courbets Der Ursprung der Welt. Ostojićs Fassung zeigt ihren eigenen Unterleib, fotografiert von David Rych, jedoch bekleidet mit blauer Unterhose samt Europa-Sternen. Das Plakat sollte ironisieren, dass auswärtige Frauen in Europa nur dann willkommen sind, wenn sie den Slip fallenlassen.
Neben einigen anderen Werken war dieses Plakat aus einer laufenden Kunstausstellung ausgewählt worden, um im öffentlichen Raum für Österreichs EU-Präsidentschaft zu werben. Die Wiener Kronenzeitung fabrizierte daraus einen handfesten Skandal, empörte sich über aus Staatsmitteln finanzierte Pornographie und sorgte sich um das Ansehen Österreichs in der Welt. Verunsicherte Politiker aller Parteien sprangen auf – mit der Folge, dass die Plakate wieder abgehängt wurden. Seitdem trägt dieses Bild, das ohne Titel im Jahr 2005 schon mehrfach gezeigt worden war, den inoffiziellen Namen Die EU-Unterhose.

## Frühere Aktionen
Tanja Ostojićs großes Thema ist die „Arroganz der EU“ gegenüber der Integration Südosteuropas in die EU, die speziell für Frauen überwiegend nur über die Heirat möglich ist, wobei sie dies als eine Form der Prostitution bezeichnet. So startete sie im Jahr 2000 bis 2003 per Internet die offene Kunstaktion „Looking for a husband with EU-passport“, wobei sie sich nicht etwa aufhübschte, sondern sich im Gegenteil mit abrasierten Haaren wie ein Sträfling präsentierte. Dies führte zur Heirat mit einem Kölner Künstler, von dem sie sich 2005 ebenfalls als Kunstaktion im Internet wieder scheiden ließ.
Den Ausstellungsmacher und Balkan-Kurator Harald Szeemann, der über ein großes Budget verfügte, begleitete sie in der Aktion „I'll be Your Angel“ auf der Biennale in Venedig 2001 tagelang auf Schritt und Tritt, wobei sie ihn nur lieb anlächelte. Der ehemals „große Subversive“ Szeemann fand das allerdings nicht komisch. Er sorgte dafür, dass sie bei seinen Projekten außen vor blieb.

## Plastische Werke
Zu ihren plastischen Werken gehört zum Beispiel die auf Aluminium montierte Fotoarbeit Politics of Queer Curatorial Positions: After Rosa von Praunheim, Fassbinder and Bridge Markland (2003), die unter anderem in der Galeria Zachęta, im  Haifa Museum of Art und im LWL-Museum für Kunst und Kultur ausgestellt wurde.

## Zitat
- Wenn ein abgebildeter Frauenkörper in der EU-Präsidentschaft schon eine politische Aussage bedeutet, wie steht es dann um die Realität von südosteuropäischen Frauen, die noch im Jahre 2006 in der EU als Ware verkauft werden? Hier liegt die fiktive Frau in angeblich lasziver Pose auf dem Bild und dort steht die reale Frau an der Ecke oder wird ins Bordell eingesperrt. Das Bild ist zerbrochen.